# 奥浜名湖
奥浜名湖（おくはまなこ）は、静岡県浜松市の浜名湖の北側の地域一帯を指す。「浜名湖の奥座敷」と呼ばれる。奥浜名自然休養林があるなど緑豊かな地域。

## 施設
奥浜名湖の主な施設は以下の通り。
- 自然・公園
  - 浜名湖
    - 猪鼻湖

  - 引佐湖
  - 竜ヶ岩洞
  - 奥浜名自然休養林
- 三岳山
  - 白橿の棚田
  - はままつフラワーパーク
  - 奥山公園
  - 浜松市動物園
  - 渋川つつじ公園
- 博物館
  - 奥浜名湖田園空間博物館
- 歴史
  - 気賀関所
  - 三方原古戦場
  - 渋川凱旋紀念門
- 娯楽施設
  - 浜名湖パルパル
    - 浜名湖オルゴールミュージアム
    - かんざんじロープウェイ
- 神社・仏閣
  - 太字は湖北五山の寺[5][7]。
- 方広寺
- 龍潭寺
- 初山宝林寺
- 大福寺
- 摩訶耶寺
- 長楽寺
- 実相寺
- 秋葉山本宮秋葉神社
- 橘神社
- 細江神社

## 交通

### 道路
高速道路
- 東名高速道路[8][9]
  - 浜名湖SA - 三ヶ日IC - 三ヶ日JCT
- 新東名高速道路[8][9]
  - 浜松SAスマートIC - 浜松いなさJCT - 浜松いなさIC - 三ヶ日JCT

一般道
- 国道
  - 国道362号線[8][9]
  - 国道257号線[8][9]
- 県道・その他
  - 県道65号線[8][9]
  - 県道261号線[8][9]
  - 奥浜名オレンジロード[9]

### 鉄道
天竜浜名湖鉄道（THR）
- ■天竜浜名湖線[8]
  - 奥浜名湖駅 - 三ヶ日駅 - 都筑駅 - 東都筑駅 - 浜名湖佐久米駅 -寸座駅 - 西気賀駅 - 気賀駅 - 岡地駅 - 金指駅